# Eau potable en France
Pour un article plus général, voir eau potable.

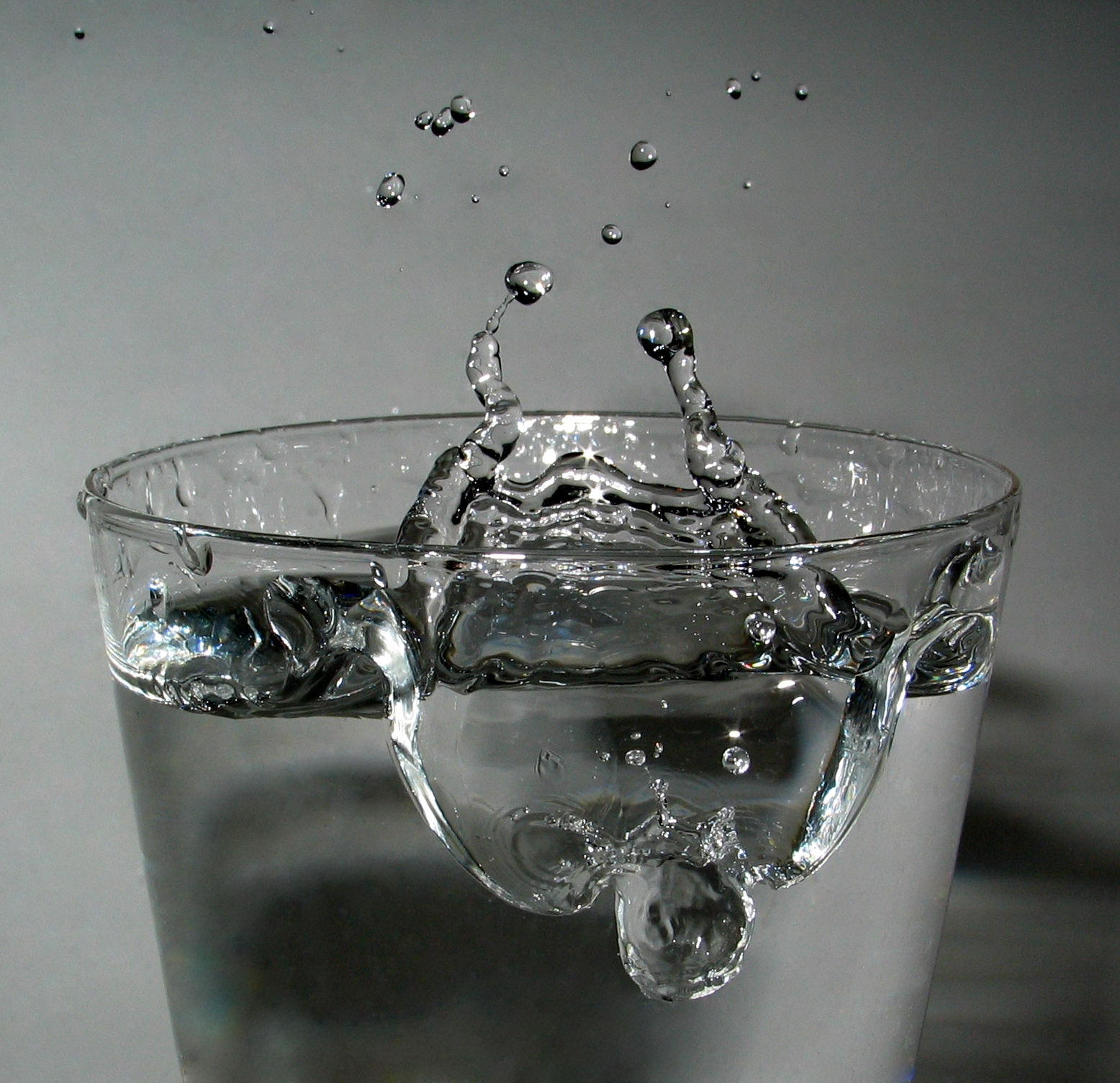
Impact d'une goutte d'eau

En France, la distribution d'eau potable est une compétence dévolue aux communes ou à leurs groupements en vertu de la loi sur l'eau du 3 janvier 1992. Pour pouvoir être qualifiée de potable et être distribuée à la population, l'eau doit satisfaire aux prescriptions de divers décrets qui fixent, pour une longue liste de paramètres, les valeurs à ne pas dépasser. Par exemple, celui du 20 décembre 2001 ramène de 50 à 25 µg/l la teneur maximale en plomb à compter du 25 décembre 2003.
Selon l'IFEN, en 2004 l'eau était plus chère dans les régions littorales du nord et de l'ouest de la France, et un Français dépensait en moyenne 177 euros par personne et par an en facture d'eau, pour une consommation domestique moyenne de 165 litres par habitant et par jour et un prix moyen de 3 €/m3, mais avec de fortes variations selon les communes et les familles (on consomme en moyenne deux fois plus d'eau en Provence-Alpes-Côte d'Azur qu'au Nord-Pas-de-Calais, et plus encore dans l'île de la Réunion). Elle était évaluée à 137L/J/foyer en 2006 (porté à 200L/personne en intégrant les autres usages (hors-foyer) puis selon le SISPEA/DDT(M), 2009, en 2009 à 150 L/J, soit 198 € TTC/habitant ou un peu plus de 0,5 € TTC/j ou 54,7 m3/an/hab. À la consommation individuelle, il faut ajouter la consommation collective (écoles, hôpitaux, nettoyage de voirie, usages professionnels, restauration, etc., qui portent à environ 200 L/j/personne cette consommation.
La consommation d'eau potable compte pour une part importante de l'empreinte eau des français.

## Économie

### Gestion du service de l'eau potable

#### Fonctionnement
Contrairement à d'autres services publics, la gestion de l'eau n'a jamais été centralisée en France. La Révolution de 1789 l'a confiée à l'échelon territorial le plus proche du public ; la commune qui a été responsable de l'approvisionnement en eau potable puis de l'assainissement. Ce qui explique qu'environ 29 000 services des eaux, 12 300 services de distribution d’eau ainsi que 16 700 pour l’assainissement se partageaient cette compétence en France en 2008. La gestion de l’eau potable était (en 2008 toujours) prise en charge par un groupement de communes pour 3/4 des communes. Les communes tendent à déléguer cette compétence au niveau intercommunal alors que l’assainissement est plus souvent encore assuré par la commune (seules 44 % des communes s'étaient groupées en 2008 pour ce service).
La gestion du service de l'eau potable peut être assurée directement par la collectivité (« régie », plutôt appelée gestion directe) ou déléguée à une société privée (concession, affermage, gérance, régie intéressée). La distribution se fait essentiellement en gestion déléguée : 39 % des services d’eau potable représentaient 72 % des usagers en 2007. L’assainissement collectif est également de plus en plus privatisé : en 2007 : 24 % des services d’assainissement représentaient 55 % des usagers (contre 35 % en 1997). Ce secteur représenterait 1 % du PIB, pour une facture atteignant 11 milliards d’euros en 2004, soit 177 € par personne et par an.
Les agences de l'eau ont été créées en France en 1964 : elles gèrent les ressources en eau à l'échelle des grands bassins versants nationaux. Les Agences de l'Eau perçoivent des redevances gérées sur le mode d'une écotaxe. Elles financent des projets contribuant à l'amélioration du milieu aquatique, notamment dans le domaine de l'approvisionnement en eau potable et de l'assainissement.

#### Acteurs
Les services de gestion de l'eau potable en France se répartissent ainsi en 2008 :
- Veolia Eau France : 39 % du marché en 2008 ;
- Lyonnaise des Eaux, groupe Suez Environnement : 19 % ;
- Saur : 11 % ;
- Autres délégataires de service public : 3 % ;
- opérateurs publics : 28 %.

### Prix de l'eau potable
Le prix varie fortement d'une région à l'autre, en fonction du bassin, du mode de gestion ou de la taille de la commune. Il n'y a pas de système général de péréquation pour compenser les différences de coût au niveau national.
D'après le rapport du député Yves Tavernier sur la gestion et le financement et la gestion de l'eau, le prix de l'eau était supérieur de 13 % environ dans les communes qui utilisent des services délégués, voire nettement plus dans les communes de petite taille.
D'après la loi sur l'eau du 3 janvier 1992, le prix facturé à l'usager doit comprendre deux parties (« tarification binôme ») :
- un montant calculé en fonction du volume consommé par l'abonné
- une partie fixe correspondant aux charges fixes du service et du mode de branchement.

Ainsi, les frais engagés par la collectivité sont couverts par une surtaxe perçue par l'intermédiaire de la facture d'eau. Celle-ci doit obligatoirement faire apparaître distinctement les différents termes qui la composent:
- eau potable
  - les frais d'exploitation du service (s'il existe un délégataire de service public, cette partie lui est destinée),
  - l'amortissement des coûts d'investissement,
  - les redevances au profit des organismes publics (dont la redevance de prélèvement de l'agence de l'eau),
- assainissement
  - les frais d'exploitation du service (s'il existe un délégataire de service public, cette partie lui est destinée),
  - l'amortissement des coûts d'investissement,
  - les redevances au profit des organismes publics (dont les redevances pollution et collecte de l'agence de l'eau),
- la TVA de 5,5 %.

En région parisienne, en 2005, environ 43 % de la facture d'eau correspond à la distribution, 31 % à l'assainissement et 26 % à diverses taxes et redevances.
D'après la Direction Générale de la Concurrence, de la Consommation et de la Répression des Fraudes (DGCCRF) du Ministère de l'Économie, de l'Industrie et de l'Emploi, la facture moyenne en France est de 312,37 euros pour 120 m3 d'eau, dont 53 euros pour les agences de l'eau et 29,88 euros au titre de taxes diverses.

### Prélèvements et consommation d'eau
En 2013, sur les 33 milliards de mètres cubes prélevées au total en France, 51 % sont allés au refroidissement des centrales électriques (centrales thermiques et surtout nucléaires). Sur ces 33 milliards de mètres cubes prélevés, approximativement 6 milliards ne retournent pas au milieu naturel, c'est la part que l'on appelle « consommation en eau ».
L'eau en France est consommée à 50 % par l'agriculture, 20 % par l'industrie alors que 30 % est réservée pour l'eau potable.
À Paris en 2005, la consommation d'eau d'un ménage se répartit comme suit :
- boisson : 1 %
- préparation de la nourriture : 6 %
- vaisselle : 10 %
- lavage du linge : 12 %
- toilette - hygiène : 39 %
- sanitaires : 20 % (variable selon le nombre, l'âge et le sexe des occupants)
- autres usages domestiques: 12 %

En règle générale, on estime que :
- Un adulte consomme 2 litres par jour (moyenne pour 2004, selon IFEN, en augmentation régulière)
- Une personne consomme annuellement 55 m3 dont 18 m3 d’eau chaude sanitaire
- Deux personnes consomment annuellement 90 m3 dont 30 m3 d’eau chaude sanitaire
- Trois personnes consomment annuellement 120 m3 dont 40 m3 d’eau chaude sanitaire
- Quatre personnes consomment annuellement 150 m3 dont 50 m3 d’eau chaude sanitaire

### Le réseau d'assainissement et de distribution
Le réseau français d'assainissement et de distribution d'eau potable s'étend sur près de 800 000 kilomètres. Selon une étude de l'Institut français de l'environnement (IFEN), sur 29,3 millions de logements en 2001 :
- 22,9 millions sont reliés à un réseau d'assainissement collectif relié à une station d'épuration.
- 5 millions de logements assurent leur assainissement avec des équipements autonomes. 14 000 communes, pour la plupart des villages dans lesquels l'habitat est éparpillé, n'ont installé aucun réseau d'assainissement collectif.
- 1,4 million de logements déversent directement leurs effluents dans la nature, sans aucun traitement. Soit ils sont reliés à un réseau collectif non équipé d'une station d'épuration, soit ils sont isolés et n'ont pas d'équipement d'assainissement autonome. Il s'agit en particulier d'habitations situées dans des zones au relief accidenté.
- 16 100 stations d'épuration publiques ont traité 5,6 km3 d'effluents en 2001. Elles ont produit près d'un million de tonnes de boue, dont plus de la moitié est utilisée par l'agriculture.

En 2002, 40 % des dépenses d'environnement des communes et de leurs regroupements, soit 8 milliards d'euros, ont été consacrés à la gestion, la distribution et l'assainissement de l'eau, ce qui reste insuffisant selon le ministère de l'environnement. Les canalisations seraient globalement en bon état, et avec 20 %, le taux de fuites est l'une des meilleures performances au monde, et loin devant les États-Unis où il avoisine les 50 % selon certaines sources.
Concernant l'état du réseau, les points de vue divergent :
- Selon l'Association scientifique et technique pour l'eau et l'environnement (ASTEE), 6 milliards de mètres cubes d'eau potable dont 22 % en moyenne (1,3 milliard de mètres cubes) sont perdus à cause des fuites de canalisation (et jusqu'à 40 % localement) ; Ce sont 190 000 litres d'eau qui sont ainsi perdus toutes les 30 secondes[15] !
- En 2002, 50 % du réseau de distribution était antérieur à 1972[16]. L'acier, la fonte grise, le PVC et l'amiante lié constituent 60 % de la valeur du patrimoine à remplacer (51 milliards d'euros) selon Canalisateurs de France. Une autre enquête « Eau et assainissement » du ministère de l'Agriculture estime que seuls 5 041 km par an sont à remplacer (ce qui impliquerait selon Jacques Dolmazon (que pour 906 000 km de réseaux d'eau potable existants en France, à ce rythme « une canalisation d'eau potable ne serait changée qu'au bout de 170 années ».
- Une étude européenne a estimé l'efficacité des réseaux français à 26 %, contre 7 % en Allemagne[17], 19 % en Angleterre/Pays de Galles et 29 % en Italie[18],[19].
- Le projet de décret d'application est attendu pour l'automne 2011, qui pourrait imposer un taux de perte de 15 % à ne pas dépasser en milieu urbain et 20 % en milieu rural, ce qui devrait entrainer une « augmentation raisonnable du prix de l'eau » (Selon Alain Grizaud, « les économies réalisées en réduisant les pertes (2,4 milliards d'euros par an) permettraient d'accélérer le renouvellement des réseaux[20] » ; De 1 500 à 6 000 km supplémentaires de réseaux pourraient ainsi être réparés chaque année[20]. (Rappel : en 2011, en France un mètre cube coûte 3,39 € en moyenne pour une consommation annuelle de 120 m3, soit le 6e prix le moins cher en Europe)[20].

## Pollutions de l'eau

### Pollutions industrielles
Ces dernières années des incidents graves de pollutions industrielles ont montré que le risque était relativement mal maîtrisé en France ; dans plusieurs cas, comme dans l'affaire de l'usine Synthron[réf. nécessaire] (près de Tours), les enquêtes montrent que les investissements sur les infrastructures de sécurité et les contrôles des services de l'État (DRIRE) sont faits. Une réflexion est donc en cours afin de durcir la réglementation, d'intégrer plus rapidement les nouvelles données scientifiques et pour mieux légiférer sur les rejets de certaines professions libérales les plus polluantes comme les pressings, les dentistes... qui actuellement rejettent leurs eaux usées vers les réseaux publics, lorsqu'ils existent, alors qu'ils devraient utiliser des solutions spécifiques de traitement.

### Pollutions agricoles
La France est le plus important consommateur d'herbicides, et plus généralement de produits phytosanitaires, en Europe avec annuellement 95 000 tonnes de produits répandus chaque année, mais elle est dans la moyenne pour la consommation par hectare comme le montre le tableau ci-après (Source UIPP 2001, extrait d'un rapport du Sénat) :
Consommation de substances actives phytosanitaires dans les pays de l'Union européenne
(en kg/ha de surface agricole)
- Pays-Bas : 17,5 ;
- Belgique : 10,7 ;
- Italie : 7,6 ;
- Grèce : 6,0 ;
- Moyenne européenne : 4,5 ;
- Allemagne : 4,4 ;
- France : 4,4 ;
- Royaume-Uni : 3,6 ;
- Luxembourg : 3,1 ;
- Espagne : 2,6 ;
- Danemark : 2,2 ;
- Irlande : 2,2 ;
- Portugal : 1,9.

La tendance est à la réduction sensible des doses utilisées. Selon l'UIPP, les doses moyennes ont été réduites d'un facteur 10 entre 1950 et 2000.
Cela fait néanmoins autant de résidus qui, après infiltration dans le sol, se retrouvent dans la nappe phréatique, ce qui a pour effet de rendre plus complexe et plus coûteuses les opérations devenues nécessaires pour rendre l'eau potable avant de la livrer à la consommation.
En 2003, la Commission européenne a de nouveau condamné la France pour le mauvais état des ressources aquifères en Bretagne, particulièrement polluée par les épandages de lisier de porc et par les engrais employés par les agriculteurs, or :
- Les agriculteurs ne participent que pour 1 % des redevances aux taxes qui alimentent les budgets des agences de l'eau, alors que l'industrie y participe pour 14 %, et que les 85 % restants sont donc à la charge des particuliers.
- Selon le ministère de l'Agriculture, ils reçoivent au total sept fois plus d'aides à la dépollution qu'ils ne versent de redevance, or selon Suez Environnement : « Il est normal que les agriculteurs paient moins que les usagers pour l'eau, puisque les redevances ne rétribuent pas le même service. Le consommateur paie pour le pompage, la potabilisation, la distribution, et le traitement des eaux usées. L'agriculteur paie une redevance sur les prélèvements qu'il effectue. »

Malgré la puissance de leurs groupes de pression, les agriculteurs n'ont pu empêcher qu'une mesure parmi les plus contraignantes de la politique agricole commune, puisse être adoptée ; celle qui conditionne le versement des aides au respect de 19 directives dont celle qui limite l'utilisation du nitrate à 170 kg par hectare. Les agriculteurs ne sont pas les seuls concernés, car des quantités non négligeables de pesticides sont utilisés par les particuliers dans leurs jardins, par les services des espaces verts des collectivités locales, et par les gestionnaires de réseaux de transport (autoroutes, RFF)
Les métabolites, résidus de pesticides sont  susceptibles de contaminer les ressources en eau et de se retrouver dans les eaux destinées à la consommation humaine (EDCH). En Bretagne, on retrouve dans l'eau distribuée des résidus ou métabolites du S-Métolachlore, utilisé comme désherbant dans les champs de maïs, souvent dans une proportion  supérieure aux taux autorisés en 2007(0,1 microgramme par litre). L'eau est considérée comme non conforme mais toujours potable. À la suite de données fournies par la société Syngenta le seuil de vigilance a été porté à 0,9 microgramme par litre sans prise en compte d'effet cocktail potentiel,. Dans  la France entière, entre janvier 2021 et juillet 2022, ESA-métolachlore et le NOA-métolachlore, deux métabolites  dérivés) du S-métolachlore, avaient été détectées à plus de 0,1 μg/L dans 6 858 prélèvements. Mais si on utilise le nouveau seuil de 0,9 mg/L, on ne dénombre plus que 210 dépassements, soit 32 fois moins. Au delà de la Bretagne, juste avant ce changement de seuil, l'eau distribuée à 1 640 318 Français était non conforme. Sygenta qui vend pour 1 900 tonnes par an de son herbicide aux agriculteurs Français(interdit au Luxembourg depuis 2015), doit de plus apporter la preuve à l'Autorité européenne de sécurité des aliments que son produit n'est pas un perturbateur endocrinien.

### Micropollutions
Il existe aussi des pollutions moins connues comme celle causée par les contraceptifs humains (pilule) évacués dans les eaux usées, ainsi que par les médicaments et produits pharmaceutiques qui passent parfois les barrières de l'assainissement et se retrouvent dans la chair des poissons où l'on relève des modifications endocriniennes.
En septembre 2024, la cellule investigation de Radio France et le réseau France Bleu révèlent que 43% des 89 échantillons d'eau du robinet prélevés à travers la France entre le 8 avril et le 5 juin 2024 contiennent un ou des PFAS (connus sous le terme de polluants éternels), dans des quantités plus ou moins élevées. Cinq échantillons en contiennent à des niveaux préoccupants auxquels s'ajoutent trois échantillons qui dépassent la limite française.

## Histoire de la distribution d'eau

### Eau à basse pression
Entre 1850 et 1950, la distribution d'eau dans les villes se faisait à pression très faible avec des châteaux d'eau de faible débit. Pour avoir de l'eau chez soi, on avait des réservoirs ouverts dans les étages (même hauteur d'eau que le château-d'eau) : la pile. C'était donc un château d'eau privatif qui se remplissait doucement. On disait aussi « la caisse à eau » (très souvent rectangulaire, grande mais très peu haute, en zinc). Vu les débits faibles, cela permettait de puiser la quantité d'eau plus bas dans les étages inférieurs sans attendre trop longtemps. Les châteaux-d’eau donnaient souvent des pressions inférieures à un bar (aujourd'hui on tourne entre 3 et 4). La pression était limitée par des bassins intermédiaires réglant la pression du quartier. Les matériaux employés résistaient peu à la pression (plomb, zinc, tuyaux céramique).
Ceux qui puisaient beaucoup provoquaient la colère des voisins qui devaient parfois attendre très longtemps la recharge de la pile pour disposer d'eau. Les femmes se levaient la nuit, ou très tôt pour remplir leur bacs à lessives. Comme un château-d’eau, cette pile disposait d'un trop-plein (souvent légèrement réglable en fonction de la saison). Son débordement alimentait un bassin de jardin profond ou l'on puisait pour remplir l'arrosoir. Les maisons trop hautes par rapport au château-d’eau avait une pile-bassin et une autre pile pour la hauteur d'eau correcte. Cette dernière était alors remplie par une pompe à bras. Souvent un « syndicat des eaux » réglait l'administration des bassins et piles. Il se chargeait du réglage des « modules » (dispositif de limitation pour répartition entre abonnés).

### Eau courante moderne
En 1930, seulement 23 % des communes disposent d'un réseau de distribution d'eau potable à domicile. En 1945, 70 % des communes rurales ne sont toujours pas desservies. Il faut attendre la fin des années 1980 pour que la quasi-totalité des Français bénéficient de l'eau courante à domicile.
En 2022, 97% de la population française dispose d'une eau du robinet potable.

### Documentaires
Pour comprendre le fonctionnement du traitement de l'eau : le reportage Water Makes Money réalisé en 2010 par Herdolor Lorenz (documentaire allemand diffusé sur ARTE en février 2013) dont le sujet principal est de savoir comment les multinationales transforment l'eau en argent. Enquête sur les enjeux liés à l'eau et à son mode de gestion. Enquête rigoureuse effectuée en partenariat par les associations reconnues d'utilité publique. Durée 1h15.